# Tines de Ca n'Escaiola
Les tines de Ca n'Escaiola és un conjunt del municipi de Talamanca (Bages) que es divideix en dos grups, formats per un total de quatre tines i una barraca. És una obra protegida com a bé cultural d'interès local. La construcció se situa pròxima a ca n'Escaiola.

## Descripció
El primer grup conté dues tines i una barraca. Mirant cap a les portes d'entrada descrivim les edificacions d'esquerra a dreta.
La tina número 1 és de planta rectangular. La part inferior dels murs és construïda amb pedra amorterada i a l'interior hi trobem el dipòsit revestit de peces ceràmiques envernissades. Les rajoles estan deteriorades i la filada superior ha caigut. La tina conté runa de la coberta i dels murs.
La tina número 2 presenta el dipòsit circular i la planta exterior rectangular. El sistema constructiu és igual que l'anterior tina. A la part superior hi ha una finestra i l'entrada. Ha perdut la coberta.
No s'han trobat els brocs. Les pedres emprades per a la construcció d'aquestes tines són de grans dimensions i per reomplir els espais buits n'hi ha de petites que fan de falca.
El segon grup, situat al nord, és format per dues tines. Les dues tenen el dipòsit quadrat i formen un sol cos rectangular. La part inferior de la construcció és feta amb pedra amorterada, i s'ha perdut la part superior dels murs i la totalitat de la coberta. Podria ser que hi hagués un sol accés per a les dues tines. Els dipòsits són plens de runa i vegetació. Els brocs són a al parament nord-oest. La barraca, de planta rectangular, és de pedra seca. Ha perdut la coberta. L'estat de conservació és força dolent.